# Lona Warren
Dafne Elba Elvira Roca más conocida por el nombre artístico de Lona Warren (Villa Gobernador Gálvez, Santa Fe, Argentina; 17 de diciembre de 1922 - Buenos Aires, Argentina; 21 de julio de 2007) fue una cancionista de jazz y blues y periodista argentina de amplia trayectoria.

## Biografía
Su familia materna había fundado en localidad santafesina de Villa Gobernador Gálvez, el hotel "El Central", del cual se hizo cargo su padre años más tarde. En manos de él el negocio no prosperó, por lo que después su madre decidió instalar un comedor en su propia casa, donde se recibía exclusivamente a los profesores ingleses que dictaban clases en el colegio al que Lona Warren concurría desde los 3 años de edad, y también al personal superior de los ferrocarriles integrado también por irlandeses. Sus padres eran muy amigos del exgobernador santafesino asesinado en el senado de la nación Enzo Bordabehere y su primo fue el entrenador de boxeo Amílcar Brusa.
Alrededor de los once años de edad su madre fallece y queda al cuidado de su padre, aunque luego se va a vivir a Rosario con una familia del lugar, por aproximadamente un año. Luego de escuchar a Don Dean, se dio cuenta de que le gustaba el jazz a los 14 años. Tiempo después viaja a Buenos Aires con su padre a la casa donde vivía su tía Florentina, donde conoce a su primo Orlando, un joven fanático de la música de jazz. Tiempo más tarde se mudan con su padre definitivamente a Buenos Aires. Allí realiza sus estudios en el Pensionado de las Madres Franciscanas y luego en el Normal N.º 9 Domingo Faustino Sarmiento, donde se recibe de maestra normal. Obtiene el título de profesora de inglés en la Academia Codwell, lo que le permite realizar sus primeros trabajos, hacia los 20 años de edad, como profesora de inglés. Es allí, en donde a través de un alumno, conoce a Raúl Sánchez Reynoso, el director de la famosa orquesta Santa Paula Serenaders, quien la contrata para su orquesta en 1942.

## Carrera
Luego de trabajar con Santa Paula Serenaders, Warren actúa con Joe Ríspoli en Cuatro Reyes y una Reina, donde estuvo unas pocas semanas. También fue convocada por Don Dean. Con el maestro Raúl Marengo cantó en Radio Belgrano junto a su orquesta.
Fue en 1943 cuando Lona Warren adoptó ese seudónimo como su nombre artístico, a pedido de Raúl Sánchez Reynoso. Según ella misma recordaba el nombre Lona lo toma de la escritora Lona O´Day y Warren del binomio de compositores Gordon y Warren.
Luego, durante los tres años siguientes trabajó con Eduardo Ferri y luego como solista en el Violín Bar, un local húngaro que dirigía el violinista Sandor. 
Entre los años 1946 y 1947 su amiga Evelyn la recomienda en su reemplazo para la orquesta de Héctor Lomuto. Esto coincide con el momento de grabación de la pieza “Sinfonía” que la Héctor y su jazz realiza para el sello RCA Víctor, única oportunidad en la que participó en un disco con esta orquesta.
En el año 1946 es convocada Ahmed Ratip para formar parte de los legendarios Cotton Pickers, con quienes actúa hasta el año 1950. Con ellos logró estabilidad y continuidad laboral, al mismo tiempo que el acceso a las grabaciones. Entre 1947 y 1955 hizo con ellos unos quince discos y en 1951, como solista, con la orquesta dirigida por Vieri Fidanzini donde cantó el tema Hombre al que amo.
En el año 1950 Lona debutó también en la orquesta de Pierre Maffei en Radio el Mundo. Ese mismo año, acompañada por el pianista Adolfo Ortiz, realizó actuaciones en la confitería Bohemian en Galería Pacífico. Además integró el plantel de solistas estables de Radio Belgrano en la que actuó junto con las orquestas de los maestros Raúl Bianchi y Dante Amicarelli.
En su rol de periodista se dedicó a difundir la música de jazz y a sus representantes en el país. En el año 1944 comenzó a conducir la audición Cocktail de ritmos en Radio Libertad, que se dedicaba a divulgar la música de jazz. En la misma emisora tuvo, en simultáneo, otro programa titulado El show de Lona Warren, donde promocionaba a las figuras y a los conjuntos de la época. Escribía también en la revista Jazz Magazine, en un espacio llamado “Son cosas de...Lona Warren”. En su labor periodística destacó una entrevista que le realizó a Ella Fitzgerald. Supo vestir de gaucho a Nat King Cole.
Fue una destacada compositora y letrista. Registró al menos 55 obras. Muchas de ellas con letra y música propias y otras en coautoría con artistas como Ray Nolan, José Finkel, Juan Carlos Bera, Inés M. Fernández, Largo Novarro, Chico Novarro, Mito García, Ahmet Ratip, Mario Luis Giménez, Tito Adam, entre otros.
Algunas de sus composiciones fueron grabadas en Europa, como la obra Abuelita que la cantante Elder Barber incorporó en uno de sus discos, editado por el sello Odeón en España, en el año 1958.
En el año 1952, luego de realizar una gira por Brasil, comienza a dedicarse casi exclusivamente a su actividad periodística, ya que decide dedicar la mayor parte de su tiempo a la maternidad. Hacia el año 1973, se instala nuevamente en el medio. Realiza actuaciones en el Teatro General San Martín, en el Café Tortoni, en la televisión en el marco de la reconocida serie Nosotros y los miedos, y asesora musicalmete en el Banco de la Ciudad de Buenos Aires.
Se retiró definitivamente de los shows en 1986. Murió en el 21 de julio de 2007.